# Quintin Mims
Quintin Mims (* in Chicago, Illinois) ist ein US-amerikanischer Schauspieler und Model.

## Leben
Mims wurde als zehntes von insgesamt elf Kindern in Chicago geboren. Bis seinem zehnten Lebensjahr lebte er mit seiner Familie in Cabrini–Green Homes in Chicago. Danach lebte er zwei Jahre in Maywood, ehe die Familie sich eine 80 Hektar große Farm in South Haven, Michigan kaufte. Er besuchte nicht die Schule, sondern half auf der Farm seiner Eltern. Mit 14 Jahren zog er von zu Hause aus. 1989 zog er nach Atlanta, um eine Schauspiel- und Modelkarriere anzustreben. Während dieser Zeit arbeitete er als Taxifahrer um sich seinen Lebensunterhalt zu finanzieren. Seine Schauspielausbildung erhielt er am Alliance Theater und es folgten anschließend erste Rollen in Bühnenstücken.
Seit 2002 lebt er in Encino, einem Stadtteil von Los Angeles. Wenig später scheiterte seine erste Ehe. Nach mehrjähriger Auszeit vom Schauspiel erlernte er ab 2008 Improvisationstheater an der Upright Citizens Brigade Theatre. Er ist Vater eines Kindes. Seit 2018 lebt er als gläubiger Christ. Von 2002 bis 2019 arbeitete er als  Flugbegleiter.
2009 war Mims in einer Rolle im Kurzfilm Three Minutes zu sehen, der unter anderen am 6. Februar 2011 auf dem Belgrade Queer Film Festival (Merlinka Festival) gezeigt wurde. 2021 spielte er in zwei Episoden der Fernsehserie NoHo: A North Hollywood Story mit. Für dieselbe Serie war er außerdem in sechs Episoden als Produzent involviert. 2023 stellte er die größere Episodenrolle des Dr. Isaac Richardson in der Fernsehserie Bel-Air dar. 2024 spielte er im Fernsehfilm Branching Out die Rolle des Jon Gordon und verkörperte außerdem im Katastrophenfilm Continental Split die Rolle des Regierungsgeologen Dan. Im selben Jahr stellte er in der Filmproduktion Lonely Planet: Liebe in Marokko die Rolle des Sebastian dar.

## Filmografie (Auswahl)
- 2009: Three Minutes (Kurzfilm)
- 2014: Goldeneye (Kurzfilm)
- 2015: Continuance (Fernsehserie, Episode 1x01)
- 2015: Double or Nothing (Kurzfilm)
- 2019: Cycles (Fernsehserie)
- 2020: General Hospital (Fernsehserie, Episode 1x14546)
- 2020: Guess Who’s Coming to Dinner?
- 2020: Deity (Kurzfilm)
- 2021: NoHo: A North Hollywood Story (Fernsehserie, 2 Episoden)
- 2021: Christmas Down Under
- 2023: Bel-Air (Fernsehserie, Episode 2x02)
- 2024: Branching Out (Fernsehfilm)
- 2024: Continental Split
- 2024: Ugly (Uglies)
- 2024: Lonely Planet: Liebe in Marokko (Lonely Planet)